# Ocotea porosa
Ocotea porosa (лат.) — дерево, вид рода Окотея (Ocotea) семейства Лавровые (Lauraceae). Вид с очень твёрдой древесиной, основной коммерческий вид древесины в Бразилии.

## Описание

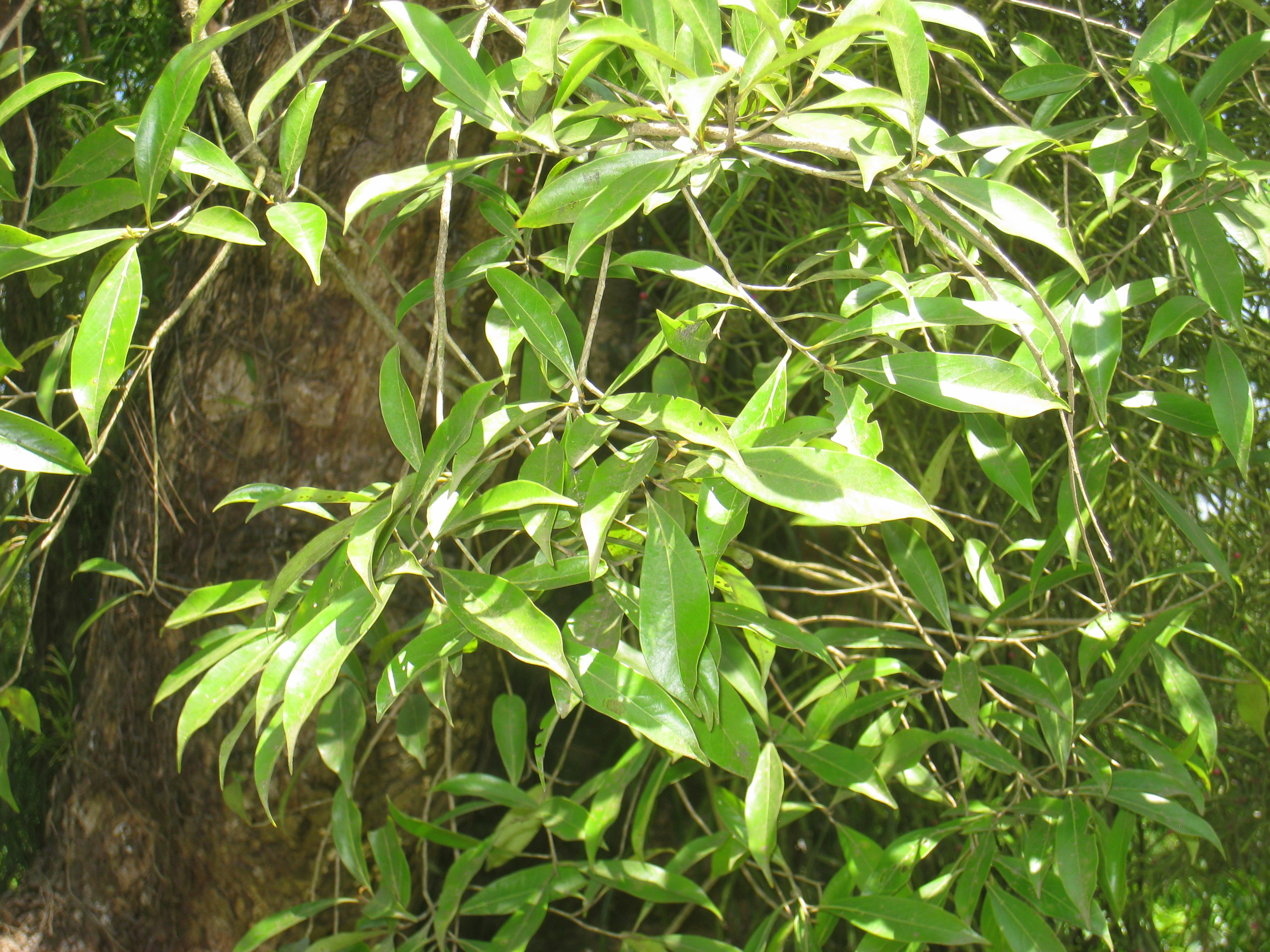
Листва O. porosa

Ocotea porosa — дерево, достигающее 40 м в высоту и 1,8 м в диаметре ствола. Древесина прочная, её твёрдость составляет 4,32 кН (килоньютон) или 970 lbf (фунт-силы) по шкале Янки. Древесина также ароматная с оттенками мускатного ореха и корицы.

## Распространение и местообитание
Произрастает в Южной Америке. Ареал включает юг и юго-восток Бразилии и Парагвай. Дерево растёт в природе в субтропических горных араукариевых лесах на юге Бразилии, в основном в штатах Парана и Санта-Катарина, где оно является официальным государственным деревом с 1973 года, а также в меньшем количестве в Сан-Паулу и Риу-Гранди-ду-Сул. Вид также может встречаться в соседней Аргентине и/или Парагвае.

## Использование

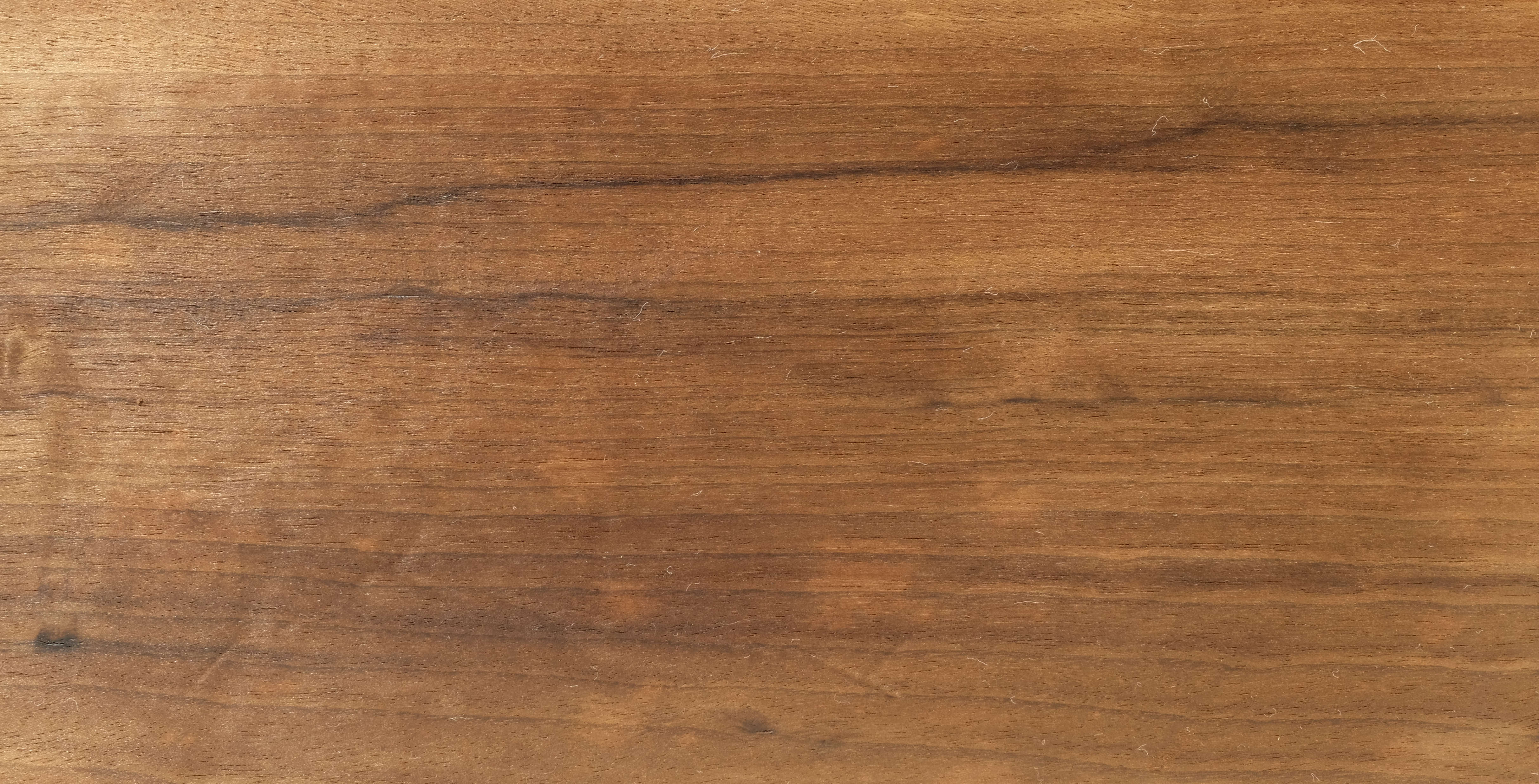
Древесина O. porosa

Дерево является основной коммерческой породой древесины в Бразилии, используемой для изготовления высококачественной мебели, в основном в качестве декоративного шпона, а также в качестве напольных покрытий.